# Parafia Narodzenia Najświętszej Maryi Panny w Imielnie
Parafia Narodzenia Najświętszej Maryi Panny w Imielnie – jest jedną z 8 parafii leżącą w granicach dekanatu pobiedziskiego. Erygowana w 1870 roku.

## Dokumenty
Księgi metrykalne: 
- ochrzczonych od 1945 roku
- małżeństw od 1945 roku
- zmarłych od 1945 roku